# Glück (Alexa-Feser-Lied)
Glück ist ein Lied der deutschen Singer-Songwriterin Alexa Feser, das im September 2014 erschien.

## Entstehung und Veröffentlichung

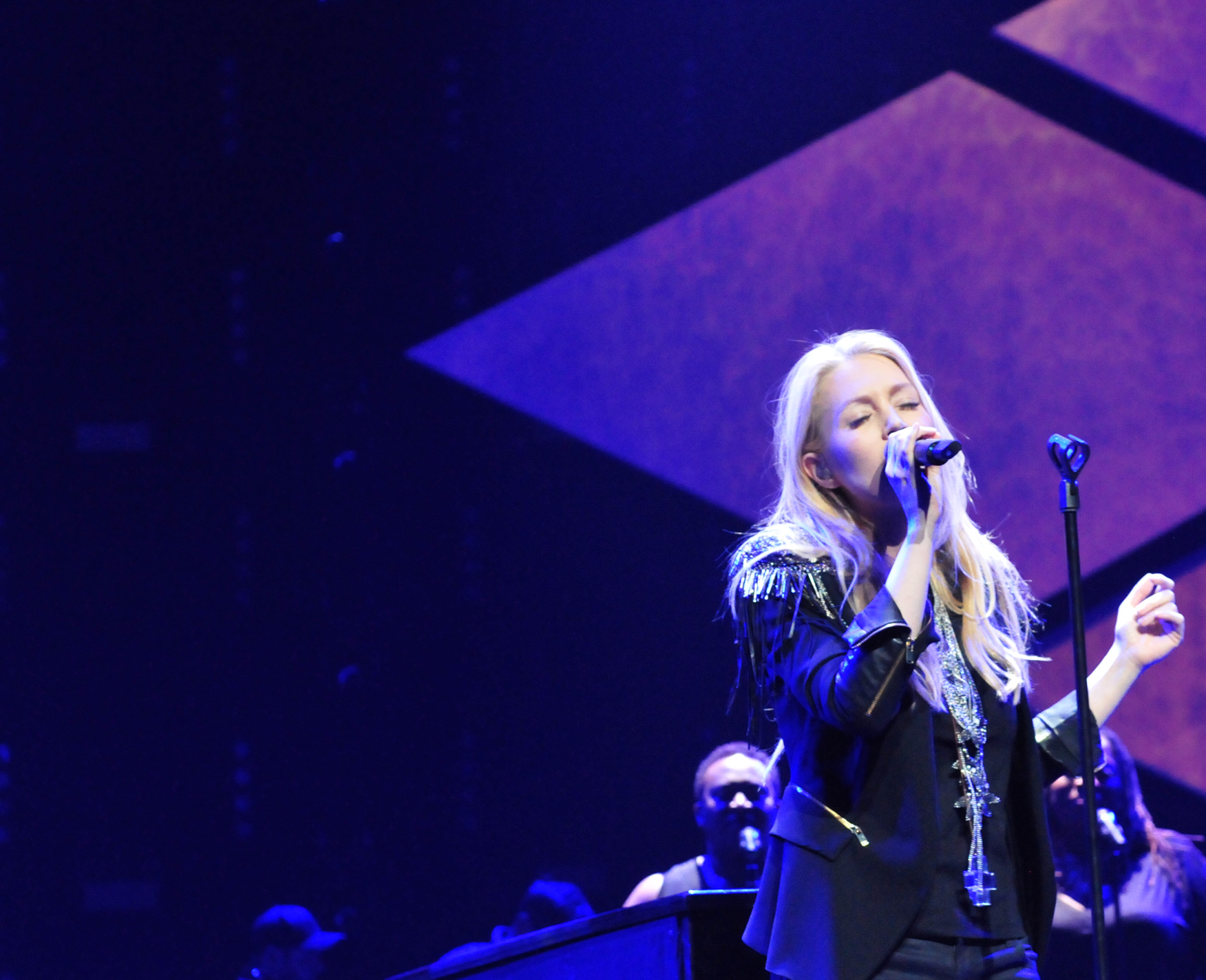
Feser bei Unser Song für Österreich

Das Lied wurde von der Interpretin selbst, zusammen mit Steve van Velvet, geschrieben. Für die Produktion zeichnete Andreas Herbig verantwortlich.
Die Erstveröffentlichung von Glück erfolgte am 26. September 2014 bei der Warner Music Group, als Teil von Fesers zweiten Studioalbum Gold von morgen (Katalognummer: 5054196-2512-2-2). Am 20. Februar 2015 erschien das Lied als zweite Singleauskopplung aus dem Album. Diese erschien als digitaler Einzeltrack zum Download.
Am 5. März 2015 trat Feser mit dem Stück bei der deutschen Vorentscheidung Unser Song für Österreich für den Eurovision Song Contest 2015 an. Sie wurde per Telefonabstimmung in die nächste Runde gewählt, sodass sie mit Das Gold von Morgen ein weiteres Stück präsentieren konnte. Jedoch wurde sie nach der nächsten Runde rausgewählt.

## Musikvideo
Das dazugehörige Musikvideo entstand unter der Regie von Maxim Abrossimow, wurde in Berlin gedreht und am 6. März 2015 veröffentlicht. Im Video sieht man unter anderem wie Feser in einem Raumanzug durch Berlin läuft und Sterne mit einem Teleskop beobachtet. Bis Juli 2025 zählte das Video über 1,6 Millionen Aufrufe auf der Videoplattform YouTube.

## Chartplatzierungen
Glück stieg am 13. März 2015, eine Woche nach dem Auftritt bei Unser Song für Österreich, auf Rang 87 der deutschen Singlecharts ein und erreichte seine beste Platzierung eine Woche später mit Rang 63, was zugleich die letzte Platzierung darstellte. Das Lied avancierte für Feser zum ersten Charthit ihrer Karriere.
| ChartsChartplatzierungen | Höchstplatzierung | Wochen |
| ------------------------ | ----------------- | ------ |
| Deutschland (GfK)        | 63 (2 Wo.)        | 2      |